# Радиотелецентр РТРС в Чувашской Республике
Радиотелевизионный передающий центр Чувашской Республики (Чувашский радиотелецентр РТРС, филиал РТРС «РТПЦ Республики Чувашия») — подразделение Российской телевизионной и радиовещательной сети, основной оператор эфирного цифрового и аналогового телевизионного и радиовещания в Чувашской Республике, единственный исполнитель мероприятий по строительству цифровой эфирной телесети в Чувашской Республике в соответствии с федеральной целевой программой «Развитие телерадиовещания в Российской Федерации на 2009—2018 годы».
Чувашский радиотелецентр РТРС обеспечивает 99,1 % жителей Чувашской Республики 20-ю обязательными общедоступными телеканалами и тремя радиостанциями в стандарте DVB-T2, входящими в состав первого и второго мультиплексов цифрового эфирного телевидения, способствует развитию мобильной связи. Эфирную трансляцию обеспечивают 42 радиотелевизионные станции.
До перехода на цифровое эфирное телевидение в районах Чувашской Республики был возможен прием в среднем пяти телеканалов.

## История
В декабре 1920 года в Чебоксарах была построена первая радиостанция для приема информации Российского телеграфного агентства. В 1926 году в Чебоксарах при испытании первого передатчика вышла в эфир первая радиопередача на чувашском языке.
8 марта 1932 года с Чувашской радиовещательной станции в Чебоксарах началось регулярное государственное вещание на чувашском и русском языках.
В 1935 году была введена в эксплуатацию Чувашская радиовещательная станция мощностью 5 киловатт.
История телевизионного вещания в Чувашской Республике началась в 1961 году, когда в эксплуатацию был принят телевизионный центр в Чебоксарах. 16 октября 1961 года Чебоксарская студия ТВ вышла в эфир со своей первой экспериментальной передачей. Позже, в 1962 году, жители республики получили возможность смотреть московские телепередачи ежедневно.
К 1966 году охват Чувашской Республики телевизионным вещанием составил 45 %. Значительная часть территории оставалась без ТВ. В период 1963—1966 годов в эксплуатацию ввели телевизионные ретрансляторы в Канаше, Алатыре и Шумерле. И уже летом 1967 года зрители Чувашской Республики впервые получили цветное изображение передач Первой программы Центрального телевидения.
В ноябре 1970 года в Чебоксарах была введена в эксплуатацию 196-метровая телебашня, а также новые ТВ-передатчики «Якорь», «Зона».
За короткий период развития в 1961—1970 годы Чувашское телевидение стало основным источником информации в республике, наряду с радио.
В период 1982—1985 годов радиотелецентр ввел в эксплуатацию телевизионные ретрансляторы в Порецком, Долгом Острове, Больших Яльчиках и Трехбалтаево. В селе Красные Четаи специалисты радиотелецентра установили первую в Чувашской Республике приёмную спутниковую станцию системы «Москва». 19 октября 1994 года Радиотелецентр Чувашской Республики стал государственным предприятием «Радиотелевизионный передающий центр Чувашской Республики».
В 1996 году стал возможен уверенный прием телепрограмм на всей территории Чувашской Республики.

## Деятельность
В 2001 году на основании Указа Президента России от 13.08.2001 № 1031 и распоряжения Правительства России от 17.11.01 № 1516-Р радиотелецентр вошёл в состав РТРС как филиал РТРС «РТПЦ Республики Чувашия».
К 2009 году охват жителей четырьмя и более телевизионными программами дошел до 90 %, две программы получили возможность смотреть более 99 % жителей республики.
В 2011—2018 годах РТРС создал в Республике Чувашия сеть цифрового эфирного телерадиовещания из 42 передающих станций. 28 из них создавались с нуля. Цифровая телесеть в регионе возводилась в соответствии с федеральной целевой программой «Развитие телерадиовещания в Российской Федерации на 2009—2018 годы».
В декабре 2013 года РТРС начал тестовую трансляцию 10 каналов первого мультиплекса со станций в Чебоксарах, Канаше и Янтиково.
25 февраля 2014 года в Чебоксарах открылся центр консультационной поддержки зрителей цифрового эфирного телевидения.
7 мая 2015 года в Чебоксарах началась трансляция второго мультиплекса.
В ноябре 2017 года филиал РТРС в Чувашии начал включение программ ГТРК «Чувашия» в эфирную сетку каналов первого мультиплекса «Россия 1» и «Россия 24».
В декабре 2017 года РТРС завершил строительство телесети первого мультиплекса в регионе.
20 декабря 2018 года в Чувашии заработали все передатчики второго мультиплекса. Цифровой телесигнал стал доступен для 99,1 % населения региона — 1 млн 210 тысяч человек.
10 апреля 2019 года для ретрансляции регионального мультиплекса была запущена передающая земная станция спутниковой связи.
15 апреля 2019 года Чувашская Республика отключила аналоговое вещание федеральных телеканалов и завершила переход с аналогового на цифровое телевидение.
29 ноября 2019 года РТРС начал цифровую трансляцию программ телеканала «Национальная телерадиокомпания Чувашии» в эфирной сетке телеканала ОТР.
В 2019—2020 годах РТРС совместно с Национальной телерадиокомпанией Чувашии расширил зоны вещания радиопрограмм «Национального радио Чувашии» и «Тăван Радио» в сельских районах республики. Национальное радиовещание стало доступно на 97 % территории республики.
20 октября 2020 года РТРС завершил модернизацию сети вещания «Радио России» в Чувашии. Прием радиостанции стал возможен для всех современных радиоприемников.

## Организация вещания
РТРС транслирует в Чувашской Республике:
- 20 цифровых эфирных телеканалов и три радиостанции в цифровом формате;
- Три аналоговых телеканала и 16 радиостанций в аналоговом формате.

Инфраструктура эфирного телерадиовещания филиала РТРС в Чувашской Республике включает:
- республиканский радиотелецентр;
- центр формирования мультиплексов;
- производственное территориальное подразделение (цех);
- 42 радиотелевизионные передающие станции;
- 45 антенно-мачтовых сооружений;
- передающую земную станцию спутниковой связи для трансляции местных телеканалов в эфире первого мультиплекса;
- 116 приемных земных станций спутниковой связи;
- 84 цифровых телевизионных передатчика;
- Три аналоговых телевизионных передатчика;
- 29 радиовещательных передатчиков;
- точку присоединения операторов кабельного телевидения в Чебоксарах.